# Juho Lehmus
Johannes (Juho) Lehmus (tidigare Lindgren), född 19 december 1858 i Orivesi, död 6 april 1918 i Tammerfors, var en finländsk skomakare och småjordbrukare från norra Tavastland som var socialdemokratisk lantdagsledamot 1917. 
Lehmis föräldrar var skomakaren Juha Kustaa Lindgren och Manta Matintytär. Han arbetade som skomakare och småjordbrukare i Orivesi fram till 1918. Han var gift sedan 1880 med Hedvig Sofia Sjöblom. 
Lehmus var lantdagsledamot för socialdemokraterna (SDP) 1917, som representant för nuvarande Birkalands valkrets. 
Under finska inbördeskriget tillfångatogs Lehmus av de vita den 5 april 1918 och han avrättades dagen efter i Tammerfors.